# إدوارد هينكس
إدوارد هينكس (بالإنجليزية: Edward Hincks)‏ (19 أغسطس 1792 - 3 ديسمبر 1866) رجل دين أيرلندي، اشتهر بأنه عالم آشوريات وأحد مفككي شفرات الكتابة المسمارية في بلاد ما بين النهرين. كان أحد الرجال الثلاثة المعروفين باسم «الثالوث المسماري المقدس»، مع السير هنري كريسويك رولنسون وجولز أوبيرت.

## حياته
ولد إدوارد هينكس في كورك في 19 أغسطس 1792. وهو الابن الأكبر للقس توماس ديكس هينكس، الوزير البروتستانتي المتميز والمستشرق وعالم الطبيعة. كان إدوارد الأخ الأكبر للسير فرانسيس هينكس، وهو سياسي كندي بارز كان أيضًا حاكمًا لبربادوس في وقت ما، وويليام هينكس، أول أستاذ للتاريخ الطبيعي في كلية كوينز، كورك، وبعد ذلك جامعة تورنتو.

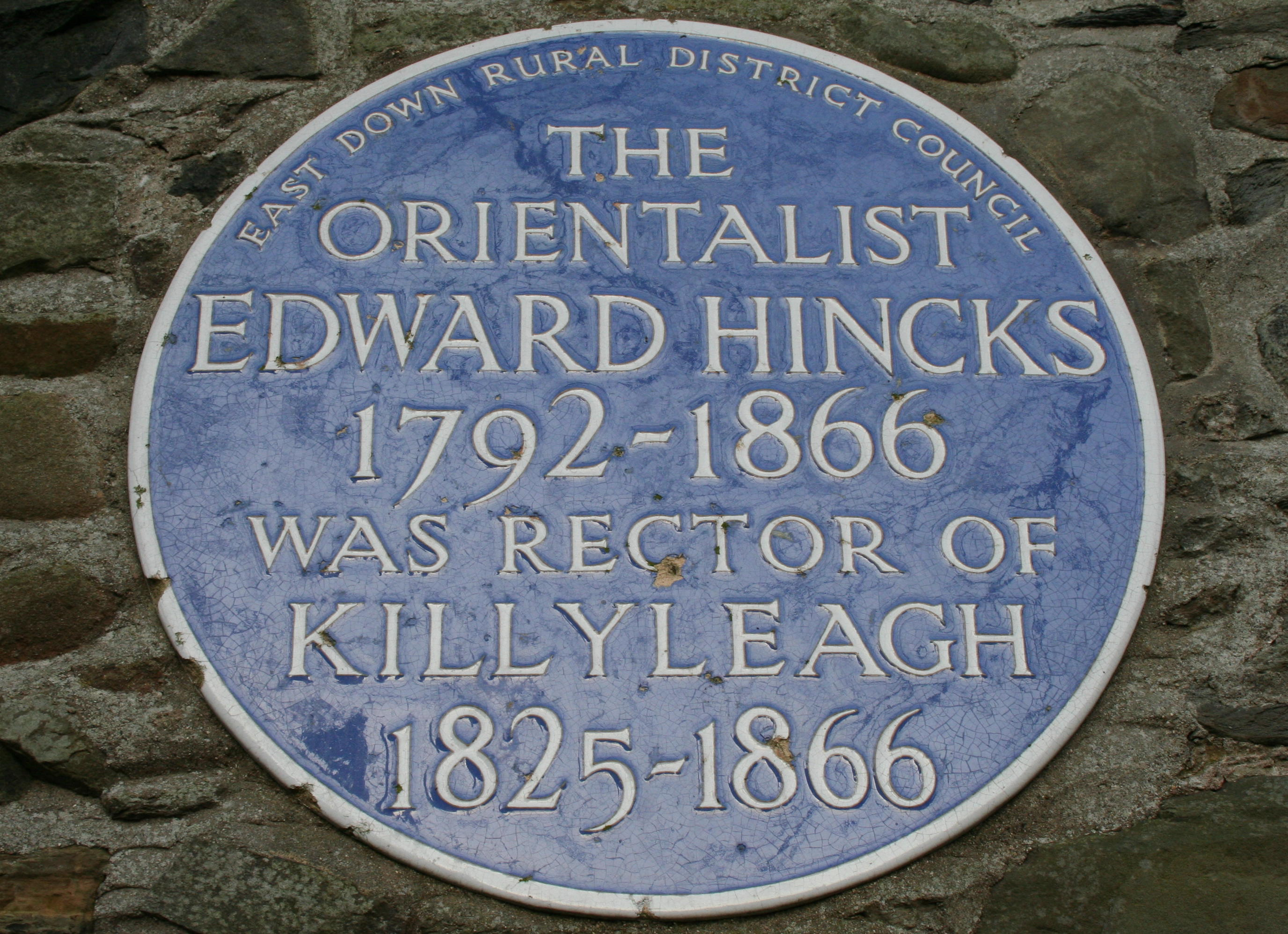
لوحة لإدوارد هينكس في كيليليج، مقاطعة داون

تلقى إدوارد هينكس تعليمه في المنزل على يد والده وفي كلية ميدلتون قبل الالتحاق بكلية ترينيتي في دبلن. تم انتخابه باحثًا في الكلية عام 1810، وفي عام 1812 فاز بالميدالية الذهبية وجائزة الأسقف للقانون في الرياضيات. في مواجهة توماس رومني روبنسون، فاز وانتخب زميلًا للكلية في عام 1813 وبعد أربع سنوات حصل على درجة الماجستير. في عام 1819، بعد وفاة توماس ميريديث، تم تقديمه إلى بيت القسيس في أردتري في مقاطعة تيرون. على الرغم من أن أردتري كان بيت القسيس ذو قيمة عالية، إلا أنه كان معزولًا أيضًا بالنسبة لعازب شاب واستقال من منصبه في عام 1826، وتولى بيت القسيس في كيليليج، مقاطعة داون - وهو المنصب الذي كان سيشغله لبقية حياته.
لقد تركت له الطبيعة المتساهلة لواجباته الكتابية أكثر من الوقت الكافي لمتابعة اهتمامه باللغات القديمة. كان حبه الأول هو الكتابة الهيروغليفية لمصر القديمة. بحلول عام 1823، نجح الفرنسي جان فرانسوا شامبليون في فك رموز هذا النص الغامض، لكن هينكس قام بعدد من الاكتشافات الخاصة به والتي جعلت منه مرجعًا في فقه اللغة القديمة.

## الكتابة
في ثلاثينيات القرن التاسع عشر، حول انتباهه إلى الكتابة المسمارية الفارسية القديمة، وهي شكل من أشكال الكتابة التي استخدمها الأباطرة الأخمينيون في النقوش الضخمة بلغتهم الخاصة. ومن خلال العمل بشكل مستقل عن المستشرق الرائد في ذلك الوقت، السير هنري كريسويك رولنسون، استنتج هينكس الطبيعة المقطعية الأساسية لهذا النص واستنتج بشكل صحيح قيم حروف العلة الفارسية.
في عام 1835 أشرف على فتح جثة تاكابوتي المحنطة في جمعية التاريخ الطبيعي في بلفاست. قام هينكس بفك رموز الهيروغليفية المصرية، مما كشف أنها كانت سيدة منزل عظيمة.
في عامي 1839 و1846، نشر عن التسلسل الزمني المصري، حيث حدد تحتمس الثالث، الذي أطلق عليه مانيتون ممفرس، مع مينوفر، الذي قال ثيون الإسكندري إنه حكم في بداية العام المصري العظيم - في إشارة إلى ما يعرف باسم «عصر مينوفرس».

## إنجازاته
كان أعظم إنجازات هينكس هو فك رموز اللغة والكتابة القديمة لبابل وآشور: المسمارية الأكادية، لكن ربما لم يكن من الممكن أن يلفت انتباهه أبدًا إلى موضوع علم الآشوريات الجديد نسبيًا لولا اكتشاف محظوظ خلال عام 1842.
خلال تلك السنة اكتشف عالم الآثار بول إميل بوتا بقايا مدينة نينوى القديمة، عاصمة الإمبراطورية الآشورية. ومن بين الكنوز التي اكتشفها بوتا وخلفاؤه، بما في ذلك أوستن هنري لايارد، الذي تبادل معه هينكس العديد من الرسائل، مكتبة آشوربانيبال الشهيرة، وهي أرشيف ملكي يحتوي على عشرات الآلاف من الألواح الطينية المحروقة. وقد تم نقش هذه الألواح بطريقة غريبة وغير مقروءة من الكتابة تعرف بالكتابة المسمارية. كان على ثلاثة رجال أن يلعبوا دورًا حاسمًا في فك رموز هذا النص: هينكس ورولينسون وباحث شاب ألماني المولد يُدعى جول أوبيرت.
استنتج هينكس بشكل صحيح أن الكتابة المسمارية قد اخترعت من قبل إحدى أقدم الحضارات في بلاد ما بين النهرين (شعب عرفه أوبرت لاحقًا باسم السومريين)، والذين ورثوها بعد ذلك إلى دول لاحقة مثل بابل وآشور وعيلام. في عام 1848 حصل على وسام كننغهام من الأكاديمية الملكية الأيرلندية لإنجازاته.
بحلول عام 1850، توصل هينكس إلى عدد من الاستنتاجات المهمة فيما يتعلق بطبيعة الكتابة المسمارية الآشورية البابلية. كان يعتقد أن النص كان في الأساس مقطعيًا، ويشتمل على مقاطع مفتوحة (مثل «اب» أو«كي») بالإضافة إلى مقاطع مغلقة أكثر تعقيدًا (مثل «مور»). اكتشف أيضًا أن الحروف المسمارية كانت «متعددة الأصوات»، وهو ما يعني أن علامة واحدة يمكن أن يكون لها عدة قراءات مختلفة اعتمادًا على السياق الذي حدثت فيه.
بحلول ذلك الوقت، كان هينكس قد تعرف على عدد كبير من المحددات وحدد قراءاتها بشكل صحيح. لكن لم يكن الجميع مقتنعين بالادعاءات التي أطلقها الأيرلندي وزملاؤه المتميزون. حتى أن بعض علماء اللغة اقترحوا أنهم كانوا ببساطة يخترعون قراءات متعددة للعلامات لتناسب ترجماتهم الخاصة.
في عام 1857، اقترح المستشرق الإنجليزي المتنوع ويليام هنري فوكس تالبوت إعطاء نص مسماري غير مفكك إلى العديد من علماء الآشوريات المختلفين لترجمته. فإذا عملوا بشكل مستقل عن بعضهم البعض، وتوصلوا إلى ترجمات متشابهة إلى حد معقول، فمن المؤكد أن ذلك سيبدد الشكوك المحيطة بادعاءاتهم.
وبالصدفة، كان تالبوت و«الثالوث المقدس للكتابة المسمارية»- هينكس ورولينسون وأوبرت - في لندن عام 1857. وقد أعطى إدوين نوريس، سكرتير الجمعية الملكية الآسيوية، لكل منهم نسخة من نقش تم اكتشافه مؤخرًا من عهد العهد. للإمبراطور الآشوري تغلث فلاسر الأول. وتم تشكيل هيئة محلفين من الخبراء لفحص الترجمات الناتجة وتقييم دقتها.
في جميع النقاط الأساسية، وُجد أن الترجمات التي أنتجها العلماء الأربعة متفقة بشكل وثيق مع بعضها البعض. كانت هناك بالطبع بعض الاختلافات الطفيفة. ارتكب تالبوت عديم الخبرة عددًا من الأخطاء، واحتوت ترجمة أوبرت على بعض المقاطع المشكوك فيها بسبب عدم إلمامه باللغة الإنجليزية. لكن نسخ هينكس ورولينسون كانت متطابقة تقريبًا. أعلنت هيئة المحلفين رضاها، وحكم على فك رموز الكتابة المسمارية بأنه أمر واقع.
كرّس القس إدوارد هينكس السنوات المتبقية من حياته لدراسة الكتابة المسمارية وقدم المزيد من المساهمات المهمة في فك رموزها. توفي في بيت القسيس في كيليلي في 3 ديسمبر 1866 عن عمر يناهز 74 عامًا. وقد ترك زوجة وأربع بنات.